# 藤戸陽子
藤戸 陽子（ふじと ようこ、9月16日 - ）は、日本の漫画家。女性。血液型A型。デビュー作は『風船。』。

## 作品リスト
全て集英社、マーガレットコミックスから刊行されている。
- ストレイトオーバー（2003年6月25日発売[3]、ISBN 4-08-847645-X）
  - ストレイトオーバー（『別冊マーガレット』2003年4月号）
  - Distance.（『ザ マーガレット』2003年2月号）
  - きらきら（『デラックスマーガレット』2002年11月号）
  - 鈴木君の事情…（『デラックスマーガレット』2002年7月号）
  - SMILE（『別冊マーガレット』2002年6月号）
  - 風船。（『デラックスマーガレット』2000年9月号、デビュー作）
- 春がくるまで（2007年4月25日発売[4]、ISBN 978-4-08-846166-3）
  - 春がくるまで（『別冊マーガレット』2007年1月号）
  - 花になる（『デラックスマーガレット』2006年9月号）
  - ひとめぼれ（『ザ マーガレット』2005年1月号）
  - Believe!!（『ザ マーガレット』2004年5月号）

### 単行本未収録作品
- 横向き左手を下に（『別冊マーガレット』2007年5月号別冊ふろく『別マスペシャル』）
- 待たせてごめん（『ザ マーガレット』2007年11月号）
- JOYFULDAYS?（『デラックスマーガレット』2008年3月号）
- ナイチンゲールに憧れて（『ザ マーガレット』2008年9月号）

## 関連人物
下記の人物と交流関係がある。
- 椎名軽穂[5]
- 河原和音[5]